# Пајн Харбор (Тексас)
Пајн Харбор (енгл. Pine Harbor) насељено је место без административног статуса у америчкој савезној држави Тексас.

## Демографија
По попису из 2010. године број становника је 810.
| Група             | 2000.    | 2010.       |
| Белци             | 0 (0,0%) | 705 (87,0%) |
| Афроамериканци    | 0 (0,0%) | 21 (2,6%)   |
| Азијати           | 0 (0,0%) | 0 (0,0%)    |
| Хиспаноамериканци | 0 (0,0%) | 38 (4,7%)   |
| Укупно            | 0        | 810         |